# Општина Шомкута Маре (Марамуреш)
Шомкута Маре (рум. Şomcuta Mare) општина је у Румунији у округу Марамуреш.
Oпштина се налази на надморској висини од 190 m.